# Hortense Béwouda
Hortense Béwouda (19 ottobre 1978) è un'ex velocista camerunese, specializzata nei 400 metri piani.

## Biografia
Béwouda inizia a gareggiare internazionalmente a partire dal 2000. Nel corso della sua carriera con la nazionale camerunese durata un quinquennio, oltre ad aver preso parte ad alcune tra le maggiori competizioni africane, come i Giochi panafricani in Nigeria del 2003; Béwouda ha preso parte ai Giochi olimpici di Atene 2004, gareggiando sia individualmente che in staffetta.

## Palmarès
| Anno | Manifestazione           | Sede        | Evento      | Risultato | Prestazione | Note |
| ---- | ------------------------ | ----------- | ----------- | --------- | ----------- | ---- |
| 2001 | Giochi della Francofonia | Ottawa      | 400 m piani | Batteria  | 53"71       |      |
| 2002 | Giochi del Commonwealth  | Manchester  | 400 m piani | 7ª        | 53"00       |      |
| 2002 | Campionati africani      | Tunisi      | 400 m piani | 4ª        | 52"26       |      |
| 2003 | Mondiali                 | Saint-Denis | 4×400 m     | 7ª        | 3'27"08     |      |
| 2003 | Giochi africani          | Abuja       | 400 m piani | 5ª        | 51"96       |      |
| 2003 | Giochi africani          | Abuja       | 4×400 m     | Argento   | 3'31"52     |      |
| 2004 | Campionati africani      | Brazzaville | 400 m piani | Bronzo    | 51"15       |      |
| 2004 | Campionati africani      | Brazzaville | 4×400 m     | Bronzo    | 3'30"77     |      |
| 2004 | Giochi olimpici          | Atene       | 400 m piani | Batteria  | 52"11       |      |
| 2004 | Giochi olimpici          | Atene       | 4×400 m     | Batteria  | 3'29"93     |      |
| 2005 | Mondiali                 | Helsinki    | 400 m piani | Batteria  | dnf         |      |

## Altre competizioni internazionali
2002
- in Coppa del mondo ( Madrid), 4×400 m - 3'26"84